# Bulletin du Comité de l'Asie française
Le Bulletin du Comité de l'Asie française (ou BCAsF) (aussi nommé L'Asie française à partir de 1910), est un journal à parution mensuel crée en avril 1901 et disparaît en avril 1940.
Ce journal parle de sujet coloniaux, c'est le pendant asiatique ou oriental du Bulletin du Comité de l'Afrique française (BCAF).
Ce journal a été créé par le Comité de l'Asie française.

## Histoire

### Contexte de création
Ce journal est créé en 1901, pendant une période où les partisans de l'expansion du territoire colonial national pense qu'il est possible d'étendre le territoire français notamment en Asie, au moment où le redécoupage de la Chine est annoncé.
Le projet est une initiative de Paul Levé à l'origine, qui le promeut auprès d'Eugène Étienne.
Le député Eugène Étienne (surnommé « pape des coloniaux ») est le président et fondateur du Comité de l'Asie française, il est par ailleurs président du groupe colonial à la chambre des députés.

### Disparition
Le journal cesse sa parution en 1940 pendant la Seconde guerre mondiale.

## Positionnement
Ce journal porte les volontés expansionnistes coloniales sur l'Asie.
Il a pour mission « d’éclairer l'opinion tant au sujet du travail qui s’accomplit en Chine que de l’organisation raisonnée de l’Indochine ».

### Thématiques
Le journal s'intéresse aux sujets coloniaux en Asie. Il s’intéresse à l'Asie du Sud-Est mais aussi à la Perse (à travers la « Questions d'Orient » notamment).
Le journal traite aussi des colonies des autres pays coloniaux, notamment à « l’Asie anglaise » et de « l’Inde anglaise ».
À la faveur du changement du nom du journal le thème principal s'oriente vers Empire ottoman dont un découpage prochain est pressenti.

## Rédaction
Le rédacteur en chef de 1901 à 1919 est Robert de Caix (issue lui même du BCAF). Il est remplacé par Henri Froidevaux en 1919 jusqu'à la disparition du titre en 1940.
Les chroniqueurs du journal sont des spécialistes de la colonisation.

## Financement
Le journal est financé par des chambres de commerce, le gouvernement général de l’Indochine, de la famille Rothschild.

## Nom
Le « Bulletin du Comité l’Asie française » se nomme ainsi de sa création en avril 1901 jusqu'en décembre 1909 où il change de nom pour devenir « L’Asie française ».
Il garde le nom de « L’Asie française » de janvier 1910 jusqu’à sa disparition en avril 1940.